# Macrurosaurus
Macrurosaurus là một chi khủng long, được Seeley mô tả khoa học năm 1876.